# Авраменко, Антон Данилович
Антон Данилович Авраменко (1864 — 1919) — горный инженер, управитель Артинского завода в 1892—1893 годах, управитель Саткинского завода в 1899—1910 годах.

## Биография
Родился в потомственной дворянской семье.
В 1889 окончил Горный институт по второму (заводскому) разряду вместе с Шуруповым Петром.
Служба в Златоустовском горном округе в 1889—1891 годах, смотритель Кусинского завода в 1891—1892 годах, управитель Артинского завода в 1892—1893 годах, смотритель Златоустовских заводов в 1893—1895 годах, смотритель Оружейной и Князе-Михайловской фабрик в 1895—1897 годах, механик, архитектор и смотритель чертежной Златоустовского горного округа в 1898―1899 годах, управитель Саткинского завода в 1899—1910 годах, где провел реконструкцию завода. 
В 1910—1916 годах являлся помощником горного начальника Златоустовского горного округа. В 1916 году вышел в отставку по состоянию здоровья. 
В июне 1899 года принимал участие в уральской экспедиции Д. И. Менделеева, предоставил материал для книги «Уральская железная промышленность в 1899 году».
От горного ведомства сотрудничал с земством, руководил Златоустовским музыкально-драматическим кружком, действовавшим в городе.

## Награды и чины
За свои достижения был неоднократно отмечен:
- 1889 — губернский секретарь;
- 1895 — титулярный советник;
- 1896 — орден Св. Станислава 3-й степени;
- 1898 — коллежский асессор;
- 1902 — надворный советник;
- 1902 — орден Святой Анны 3-й степени;
- 1905 — орден Св. Станислава 2-й степени;
- 26.09.1906 — коллежский советник;
- 1910 — орден Святой Анны 2-й степени;
- 1910 — статский советник.